# Egernia depressa
Egernia depressa är en ödleart som beskrevs av  Günther 1875. Egernia depressa ingår i släktet Egernia och familjen skinkar. Inga underarter finns listade i Catalogue of Life.